# Саудівська мечеть
Саудівська мечеть або Мечеть Медини також відома як Велика мечеть (араб. مسجد السعودية ‎ араб. جامع المدينة المنورة ‎ фр. Mosque Saudique чи фр. Mosquée de la Médina) — мечеть у столиці Мавританії, місті Нуакшот.

## Історія
Мечеть побудована у 2004 на кошти, отримані із Саудівської Аравії. Протягом кількох десятиліть Будда Ульд Бусейрі був імамом Саудівської мечеті. Він мав великий авторитет серед населення Мавританії, підтримував мавританський політичний режим. Ульд Бусейрі був прихильником ваххабітського ісламу і поширював це вчення біля Мавританії. Після його смерті новий імам Ахмеду Ульд Лемрабет є прихильником світського салафізму, а також прихильником державної влади.

## Опис
Розташована на південний захід від Президентського палацу та безпосередньо на захід від Торгової палати. Мечеть має п'ять куполів і два мінарети. Вважається найкрасивішою мечеттю Мавританії.